# دوبشاتار
دوبشاتار ( (بالبنغالية: ডুবসাঁতার)‏ هو فيلم درامي بنجلاديشي لعام 2010 من إخراج نور العالم عتيق. 
ومن بطولة جايا أحسن في الدور الرئيسي.

## روابط خارجية
- دوبشاتار  في قاعدة بيانات الأفلام على الإنترنت (بالإنجليزية)